# Романовка (Ольховский район)
Романовка — село в Ольховском районе Волгоградской области, административный центр Романовского сельского поселения.
Основано в 1824 году.
Население — 543 чел. (2010)

## История
Заселено государственными крестьянами велокороссами из Калужской губернии в 1824-26 годах. По сведениям Саратовской земской управы в 1882 году земельный надел сельского общества составлял 12428 десятины удобной и неудобной земли. Первоначально село относилось к Липовской волости Царицынского уезда Саратовской губернии. В 1890 году образована самостоятельная Романовская волость.
В 1861 году построена церковь Покрова Богородицы. В 1887 году открыта церковно-приходская школа, в 1891 году — фельдшерский пункт и земская школа. В 1894 году в селе имелись 3 мануфактурных и 1 винная лавки, 1 ветряная и 1 водяная мельницы. Крестьяне занимались исключительно хлебопашеством.
С 1928 года — административный центр Романовского сельсовета Ольховского района Камышинского округа (округ ликвидирован в 1934 году) Нижневолжского края. С 1935 года — в составе Балыклейского района Сталинградского края (с 1936 года — Сталинградской области, с 1961 года — Волгоградской области). В 1963 году Балыклейский район был расформирован, Романовский сельсовет передан Камышинскому району. Вновь в составе Ольховского района — с 1966 года.

## Общая физико-географическая характеристика
Село находится в степной местности, в пределах Приволжской возвышенности, на правом берегу реки Студёновка (правый приток реки Балыклейка), на высоте около 90 метров над уровнем моря. Почвы каштановые.
По автомобильным дорогам расстояние до областного центра города Волгоград — 140 км, до районного центра села Ольховка — 50 км.
Климат
Климат умеренный континентальный (согласно классификации климатов Кёппена — Dfa). Многолетняя норма осадков — 390 мм. Наибольшее количество осадков выпадает в июле — 46 мм, наименьшее в марте — 21 мм. Среднегодовая температура положительная и составляет + 7,4 °С, средняя температура самого холодного месяца января −8,9 °С, самого жаркого месяца июля +23,3 °С.
Часовой пояс
Романовка, как и вся Волгоградская область, находится в часовой зоне МСК (московское время). Смещение применяемого времени относительно UTC составляет +3:00.

## Население
Динамика численности населения
| 1860 | 1882 | 1894 | 1897 | 1911 | 1987 | 2002 |
| ---- | ---- | ---- | ---- | ---- | ---- | ---- |
| 1077 | 1510 | 2417 | 1990 | 2421 | ≈700 | 620  |

| 2010 |
| ---- |
| 543  |